# Lord-lieutenant du Brecknockshire

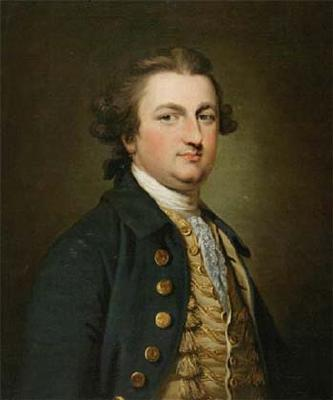
Portrait de Henry Somerset, 5e duc de Beaufort (1744-1803).

Ceci est une liste de personnes qui ont servi comme Lord Lieutenant du Brecknockshire. Depuis 1723, tous les Lords lieutenant ont également été Custos Rotulorum of Brecknockshire. L'office a été supprimé le 31 mars 1974 et remplacé par le Lord Lieutenant de Powys, avec le Deputy Lieutenants du Brecknockshire.

## Lords Lieutenant du Brecknockshire de 1974
- voir Lord Lieutenant du pays de Galles avant 1694
- Thomas Herbert, 8e Comte de Pembroke 11 mai 1694 – 7 octobre 1715
- John Morgan 7 octobre 1715 – 7 mars 1720
- Sir William Morgan 21 juin 1720 – 24 avril 1731
- Thomas Morgan 18 juin 1731 – 12 avril 1769
- Thomas Morgan 27 janvier 1770 – 15 mai 1771
- Charles Morgan 23 décembre 1771 – 24 mai 1787
- Henry Somerset, 5e Duc de Beaufort 8 juin 1787 – 11 octobre 1803
- Henry Somerset, 6e Duc de Beaufort 4 novembre 1803 – 2 décembre 1835
- Penry Williams 24 décembre 1836 – 16 janvier 1847
- loyd Vaughan Watkins 17 février 1847 – 28 septembre 1865
- George Pratt, 2e Marquis Camden 4 novembre 1865 – 8 août 1866
- Charles Morgan, 1er Baron Tredegar 27 septembre 1866 – 16 avril 1875
- Joseph Russell Bailey, 1er Baron Glanusk 11 juin 1875 – 19 décembre 1905
- Joseph Russell Bailey, 2e Baron Glanusk 19 décembre 1905 – 11 janvier 1928
- Wilfred Russell Bailey, 3e Baron Glanusk 26 avril 1928 – 12 janvier 1948
- Sir Geoffrey Raikes 14 avril 1948 – 17 avril 1959
- Sir William Parker, 3e Baronnet 17 avril 1959 – 20 janvier 1964
- Captain Nevill Glennie Garnons Williams, M.B.E., R. N. (Retd.) 20 janvier 1964 – 31 mars 1974